# Голден-Гроув (Південна Кароліна)
Голден-Гроув (англ. Golden Grove) — переписна місцевість (CDP) в США, в окрузі Грінвілл штату Південна Кароліна. Населення — 3002 особи (2020).

## Географія
Голден-Гроув розташований за координатами 34°43′59″ пн. ш. 82°26′22″ зх. д. / 34.73306° пн. ш. 82.43944° зх. д. (34.732947, -82.439472).  За даними Бюро перепису населення США в 2010 році переписна місцевість мала площу 15,01 км², з яких 14,80 км² — суходіл та 0,21 км² — водойми.

## Демографія
Згідно з переписом 2010 року, у переписній місцевості мешкало 2467 осіб у 964 домогосподарствах у складі 701 родини. Густота населення становила 164 особи/км².  Було 1066 помешкань (71/км²).
Расовий склад населення:
| - 73,5 % — білих - 21,6 % — чорних або афроамериканців - 0,4 % — азіатів - 0,2 % — корінних американців - 2,0 % — осіб інших рас |

До двох чи більше рас належало 2,3 %. Частка іспаномовних становила 3,8 % від усіх жителів.
За віковим діапазоном населення розподілялося таким чином: 24,1 % — особи молодші 18 років, 62,0 % — особи у віці 18—64 років, 13,9 % — особи у віці 65 років та старші. Медіана віку мешканця становила 38,4 року. На 100 осіб жіночої статі у переписній місцевості припадало 93,9 чоловіків;  на 100 жінок у віці від 18 років та старших — 90,0 чоловіків також старших 18 років.
Середній дохід на одне домашнє господарство  становив 61 600 доларів США (медіана — 56 927), а середній дохід на одну сім'ю — 65 168 доларів (медіана — 63 846). Медіана доходів становила 41 167 доларів для чоловіків та 30 284 долари для жінок. За межею бідності перебувало 11,5 % осіб, у тому числі 22,6 % дітей у віці до 18 років та 11,4 % осіб у віці 65 років та старших.
Цивільне працевлаштоване населення становило 1210 осіб. Основні галузі зайнятості: освіта, охорона здоров'я та соціальна допомога — 19,4 %, виробництво — 18,9 %, роздрібна торгівля — 13,9 %, науковці, спеціалісти, менеджери — 12,2 %.